# 王蓉
王蓉（1978年12月24日—），中國大陸女歌手，山西太原人，本名王菲。
她憑一曲《我不是黃蓉》而走紅，後來她主唱電視劇《小魚兒與花無缺》的主題曲《哎呀》，而獲得追捧，被媒體譽為著名女歌手陳慧琳的接班人。她的專輯包括：《非想非非想》《我不是黃蓉》《多愛》。
本名王菲，為免與王菲同名，而取藝名王蓉，與武俠小說作家金庸名著《射鵰英雄傳》女主角黃蓉姓名國語發音相近（粵語發音相同）。

## 作品
- 2003年《非想非非想》
- 2004年《我不是黃蓉》
- 2005年《多愛》
- 《爸爸媽媽》
- 《哎呀》（電視劇集《小魚兒與花無缺》主題曲）
- 2010年《愛愛不愛》
- 2010年《要抱抱》
- 2013年《好樂Day》
- 2014年《壞姐姐》
- 2014年《小雞小雞》
- 2015年《抖抖傲》
- 2015年《鯊魚鯊魚》
- 2016年《高跟鞋先生》（電影《高跟鞋先生》同名主題曲）
- 2016年《就要你紅》
- 2016年《人魚校花》 （電影《藍色大海的傳說之人魚校花》主題曲）
- 2017年《啪啪S舞》
- 2017年《大不了AA 》
- 2018年《紅燒肉》

## 音樂獎項
- 新城勁爆頒獎禮2003 - 勁爆新登場海外歌手
- 2003年度叱咤樂壇流行榜頒獎典禮 - 叱咤樂壇生力軍女歌手銀獎
- 第二十六屆十大中文金曲頒獎音樂會 - 最有前途新人獎（女）金獎

## 外部連結
- 王蓉新浪微博 （页面存档备份，存于）